# Aenigmatistes foveolatus
Aenigmatistes foveolatus är en tvåvingeart som beskrevs av Schmitz 1929. Aenigmatistes foveolatus ingår i släktet Aenigmatistes och familjen puckelflugor. Inga underarter finns listade i Catalogue of Life.